# Novi Štitnjak
Novi Štitnjak falu Horvátországban, Pozsega-Szlavónia megyében. Közigazgatásilag Pozsegához tartozik.

## Fekvése
Pozsegától 4 km-re északnyugatra, a Pozsegai-medencében, a Verőcéről Pozsegára menő út mentén, Pozsega és Marindvor között fekszik.

## Története
A határában található „Glavica” nevű magaslat régészeti leletei igazolják, hogy itt már az újkőkorszakban emberi település létezett. A mai település csak a 20. században jött létre Štitnjak déli határészén. Lakosságát 1971-ben számlálták meg először, amikor 73-an lakták. 1991-ben lakosságának 93%-a horvát nemzetiségű volt. 2001-ben 136 lakosa volt.

## Lakossága
| Lakosság változása | Lakosság változása | Lakosság változása | Lakosság változása | Lakosság változása | Lakosság változása | Lakosság változása | Lakosság változása | Lakosság változása | Lakosság változása | Lakosság változása | Lakosság változása | Lakosság változása | Lakosság változása | Lakosság változása | Lakosság változása |
| ------------------ | ------------------ | ------------------ | ------------------ | ------------------ | ------------------ | ------------------ | ------------------ | ------------------ | ------------------ | ------------------ | ------------------ | ------------------ | ------------------ | ------------------ | ------------------ |
| 1857               | 1869               | 1880               | 1890               | 1900               | 1910               | 1921               | 1931               | 1948               | 1953               | 1961               | 1971               | 1981               | 1991               | 2001               | 2011               |
| 0                  | 0                  | 0                  | 0                  | 0                  | 0                  | 0                  | 0                  | 0                  | 0                  | 0                  | 73                 | 72                 | 95                 | 112                | 136                |